# How Late Do U Have 2BB4UR Absent?
How Late Do U Have 2BB4UR Absent? est le neuvième album de George Clinton avec son groupe P-Funk All-Stars, sorti chez The C Kunspyruhzy, LLC en 2005.

## Liste des morceaux
Premier disque :
1. Bounce 2 This
2. Su, Su, Su
3. Paradigm
4. U Can Depend on Me
5. U Ain't Runnin' Shit
6. Inhale Slow
7. Because / Last Time Zone
8. Neverending Love
9. Sexy Side of You
10. Saddest Day
11. I Can Dance
12. I'll Be Sittin' Here

Deuxième disque :
1. Don't Dance Too Close
2. More Than Words Can Say (Live)
3. Butt-a-Butt
4. Something Stank
5. Our Secret
6. Viagra
7. Gypsy Woman
8. Whole Lotta Shakin'
9. Goodnight Sweetheart, Goodnight
10. Whatchamacallit
11. Trust In Yourself
12. Booty